# Championnat DTM 2003
Navigation
Édition précédente Édition suivante
Le championnat DTM 2003 s'est déroulé du 25 avril 2003 (essais libres) au 5 octobre 2003 (course), sur un total de 10 courses, et a été remporté par le pilote allemand Bernd Schneider, au volant d'une Mercedes.
Trois marques étaient engagées:
- Mercedes avec la Mercedes-Benz CLK
- Audi avec l'Audi TT
- Opel avec l'Opel Astra

## Engagés
| Constructeur  | Modèle                     | Écurie                    | No. | Pilotes                 | Courses |
| ------------- | -------------------------- | ------------------------- | --- | ----------------------- | ------- |
| Audi          | Abt Sportsline             | Abt-Audi TT-R 2003        | 1   | Laurent Aïello          | Toutes  |
| Audi          | Abt Sportsline             | Abt-Audi TT-R 2003        | 2   | Christian Abt           | Toutes  |
| Audi          | Abt Sportsline             | Abt-Audi TT-R 2003        | 5   | Mattias Ekström         | Toutes  |
| Audi          | Abt Sportsline             | Abt-Audi TT-R 2003        | 6   | Karl Wendlinger         | Toutes  |
| Audi          | Abt Sportsline Junior Team | Abt-Audi TT-R 2002        | 14  | Martin Tomczyk          | Toutes  |
| Audi          | Abt Sportsline Junior Team | Abt-Audi TT-R 2002        | 15  | Peter Terting           | Toutes  |
| Mercedes-Benz | HWA Team                   | AMG-Mercedes CLK-DTM 2003 | 3   | Bernd Schneider         | Toutes  |
| Mercedes-Benz | HWA Team                   | AMG-Mercedes CLK-DTM 2003 | 4   | Christijan Albers       | Toutes  |
| Mercedes-Benz | HWA Team                   | AMG-Mercedes CLK-DTM 2003 | 9   | Marcel Fässler          | Toutes  |
| Mercedes-Benz | HWA Team                   | AMG-Mercedes CLK-DTM 2003 | 10  | Jean Alesi              | Toutes  |
| Mercedes-Benz | Persson Motorsport         | AMG-Mercedes CLK-DTM 2002 | 11  | Thomas Jäger            | Toutes  |
| Mercedes-Benz | Persson Motorsport         | AMG-Mercedes CLK-DTM 2002 | 12  | Bernd Mayländer         | Toutes  |
| Mercedes-Benz | Persson Motorsport         | AMG-Mercedes CLK-DTM 2002 | 20  | Katsutomo Kaneishi (en) | Toutes  |
| Mercedes-Benz | Team Rosberg               | AMG-Mercedes CLK-DTM 2002 | 24  | Patrick Huisman         | 1–2     |
| Mercedes-Benz | Team Rosberg               | AMG-Mercedes CLK-DTM 2002 | 24  | Gary Paffett            | 3–10    |
| Mercedes-Benz | Team Rosberg               | AMG-Mercedes CLK-DTM 2002 | 42  | Stefan Mücke            | Toutes  |
| Opel          | OPC Team Holzer            | Opel Astra V8 Coupé 2003  | 7   | Manuel Reuter           | Toutes  |
| Opel          | OPC Team Holzer            | Opel Astra V8 Coupé 2003  | 8   | Alain Menu              | Toutes  |
| Opel          | OPC Euroteam               | Opel Astra V8 Coupé 2002  | 16  | Joachim Winkelhock      | Toutes  |
| Opel          | OPC Euroteam               | Opel Astra V8 Coupé 2002  | 17  | Jeroen Bleekemolen      | Toutes  |
| Opel          | OPC Team Phoenix           | Opel Astra V8 Coupé 2003  | 18  | Timo Scheider           | Toutes  |
| Opel          | OPC Team Phoenix           | Opel Astra V8 Coupé 2003  | 19  | Peter Dumbreck          | Toutes  |

## Calendrier
| Épreuve | Circuit        | Date         | Pole Position   | Meilleur tour     | Vainqueur pilote  | Vainqueur écurie |
| ------- | -------------- | ------------ | --------------- | ----------------- | ----------------- | ---------------- |
| 1       | Hockenheim     | 27 avril     | Bernd Schneider | Bernd Schneider   | Bernd Schneider   | HWA Team         |
| 2       | Adria          | 11 mai       | Marcel Fässler  | Bernd Schneider   | Christijan Albers | HWA Team         |
| 3       | Nürburgring    | 25 mai       | Marcel Fässler  | Bernd Schneider   | Christijan Albers | HWA Team         |
| 4       | Lausitzring    | 8 juin       | Bernd Schneider | Alain Menu        | Bernd Schneider   | HWA Team         |
| 5       | Norisring      | 22 juin      | Bernd Schneider | Bernd Schneider   | Christijan Albers | HWA Team         |
| 6       | Donington Park | 27 juillet   | Bernd Schneider | Bernd Schneider   | Jean Alesi        | HWA Team         |
| 7       | Nürburgring    | 17 août      | Mattias Ekström | Peter Dumbreck    | Laurent Aïello    | Abt Sportsline   |
| 8       | A1-Ring        | 7 septembre  | Marcel Fässler  | Bernd Schneider   | Marcel Fässler    | HWA Team         |
| 9       | Zandvoort      | 21 septembre | Timo Scheider   | Christijan Albers | Christijan Albers | HWA Team         |
| 10      | Hockenheim     | 5 octobre    | Mattias Ekström | Alain Menu        | Jean Alesi        | HWA Team         |

## Classement des pilotes
| Position | Pilote             | Voiture           | Points |
| 1        | Bernd Schneider    | Mercedes-Benz CLK | 68     |
| 2        | Christijan Albers  | Mercedes-Benz CLK | 64     |
| 3        | Marcel Fässler     | Mercedes-Benz CLK | 57     |
| 4        | Mattias Ekström    | Audi TT           | 46     |
| 5        | Jean Alesi         | Mercedes-Benz CLK | 42     |
| 6        | Laurent Aiello     | Audi TT           | 41     |
| 7        | Peter Dumbreck     | Opel Astra        | 31     |
| 8        | Timo Scheider      | Opel Astra        | 12     |
| 9        | Alain Menu         | Opel Astra        | 9      |
| 10       | Manuel Reuter      | Opel Astra        | 5      |
| 11       | Gary Paffett       | Mercedes-Benz CLK | 4      |
| 12       | Christian Abt      | Audi TT           | 3      |
| 13       | Thomas Jäger       | Mercedes-Benz CLK | 2      |
| =        | Jeroen Bleekemolen | Opel Astra        | 2      |
| 15       | Karl Wendlinger    | Audi TT           | 1      |
| =        | Martin Tomczyk     | Audi TT           | 1      |
| =        | Peter Terting      | Audi TT           | 1      |
| =        | Joachim Winkelhock | Opel Astra        | 1      |